# 有吉弘行
有吉 弘行（ありよし ひろいき、1974年〈昭和49年〉5月31日 - ）は、日本のお笑いタレント、司会者。広島県安芸郡熊野町出身。太田プロダクション所属。
コンビ・猿岩石の元ボケ、ネタ作りを担当。身長172 cm、体重62 kg、血液型A型。妻は夏目三久。1児の父。広島県観光大使、東京銀座の広島県アンテナショップの店名「TAU」名付け親。江戸川区インド人会名誉アンバサダー。
自称「太田プロの真珠、広島が生んだ快男児、軍人ロックスター」。

## 経歴
1993年3月、高校在学中『EXテレビ』（読売テレビ）の企画「公開弟子審査会」（審査員は上岡龍太郎、島田紳助、オール巨人、西川のりおら4名）に合格し、オール巨人（オール阪神・巨人）へ弟子入りした。また、同時期にNSCも受験していたが、合否が発表される前にオール巨人のテレビ企画に参加したため入学はしなかった。さらに、ウッチャンナンチャンなどの卒業生を輩出した日本映画学校の願書も取っていた。しかし弟子期間中に、兄弟弟子と喧嘩に発展して相手に怪我を負わせてしまい、8か月目にして巨人から謹慎を言い渡される。
1994年、そのまま無断で巨人の下を離れた有吉は、地元の同級生だった森脇和成を誘いコンビ『猿岩石』を結成し、2人で上京する。1995年、太田プロダクションの新人オーディションに合格しデビュー。後に巨人の楽屋に出向き、正式に破門となる。
1996年、『進め!電波少年』でのヒッチハイクの旅企画が話題を呼び、デビューシングル『白い雲のように』が、お笑い芸人としては異例の累計150万枚、130万枚、114万枚のミリオンセラーを記録する等、大ブレイク。
帰国後はCDや著書が爆発的に売れるも肝心のお笑いで結果を残せず、程なくして人気は低迷し仕事も激減。本人曰く自身は当時「天狗」になっており、あまり人に好かれておらず、ブームが去るとその後の転落速度は相当なものだった。有吉曰く「旅から帰ってきてから10年間面白くないと言われ続けた」と言う。
それから7～8年間、広島のローカル局への出演以外は仕事がなく、経済的に自活もできず食事などは上島竜兵（ダチョウ倶楽部）らの世話になっていた。仕事もなくほとんど家におり、ネタもないためブログには作り話を多く綴っていた。不遇の時代については#ブレイクと転落を参照。
2004年に猿岩石を解散し、ピン芸人として活動を始める。このころから『内村プロデュース』（テレビ朝日）へ出演するようになり（出演当初は猿岩石として、解散後は有吉のみ）、これが久々の全国ネット番組への出演となり、復活への足掛かりとなった。有吉によれば自分の復活は正しく「内Pのおかげ」であり、「内Pで再デビュー」といった気持ちでもあったとのこと。なお、内P出演時は基本的にリアクション芸で裸だった（そのために体力も錬成し、ダイエットも行った）。また女性ファン層は諦め、同世代の男性に的を絞っていった。そしてダチョウ倶楽部の協力などもあり、それらは一定の成果を収めた。有吉自身、結果的には「裸」が功を奏したと語っている。月収はいつしか30万円程度にまで回復していた。有吉曰く（面白くないと言われていた時期に）「内村さんとダチョウ倶楽部とさまぁ～ずだけが「面白い」と評価してくれていた。それらがいなかったら辞めたってなっていただろう」。
2007年、『アメトーーク!』で発生した「おしゃクソ事変」が話題を呼ぶ（詳しくは後述）。8月23日放送回で、品川祐に対して世間が持っているイメージを「おしゃべりクソ野郎」と表現し、これが爆笑を呼んだというもの。このコメントは同番組の年間流行語大賞となり、有吉本人も「久々に爆笑という感覚を味わった」と自賛している。以降、有吉はあだ名および毒舌芸人として人気を得ることとなる。
なお有吉が2010年に述懐したところによれば、決して自分から「再ブレイク」などと言って反感を買うようなことはせず、できるだけ目立たず名誉より金ということである。R-1ぐらんぷりにも興味はなく、太田プロのライブにも出ていないとのこと。
その後順調に仕事は増え、2011年にはメディアの調査・分析を行うニホンモニターの調査による「2011年テレビ番組出演本数ランキング」において出演総本数499本を記録し、1位となった。2012年3月、広島県観光大使に就任した。2013年11月23日、第10回『IPPONグランプリ』で初優勝、翌2014年11月8日には第12回『IPPONグランプリ』で二度目の優勝を果たした。2013年には一気に5本のレギュラー番組が増え、そのうち4本が冠番組を占めるなど仕事が大幅に広がった。2019年4月『有吉のお金発見 突撃!カネオくん』がレギュラー放送となり、主要テレビ局（NHK、日本テレビ、TBS、フジテレビ、テレビ朝日、テレビ東京）すべてにレギュラー冠番組を持つことになった。地上波の全局同時レギュラー出演は2008年に国分太一、2014年にさまぁ〜ずが達成しているが、全局同時のレギュラー冠番組を持ったのは有吉がテレビ史上初である。また2022年10月から「有吉クイズ」が火曜日のプライムタイムに昇格し、すべての曜日のプライム帯に冠番組を持つ芸能史上に類を見ない〝偉業〟を達成した。2021年4月2日、夏目三久と前日の4月1日に結婚したことを所属事務所を通じて発表した。2022年12月31日『第73回NHK紅白歌合戦』に純烈の応援ゲストとしてダチョウ倶楽部と初出演し、猿岩石の時代に果せなかった「白い雲のように」を紅白歌合戦で歌唱した。2023年10月6日、同年12月31日に生放送される『第74回NHK紅白歌合戦』の司会を務めることが発表された。2024年3月3日、レギュラーラジオ番組『有吉弘行のSUNDAY NIGHT DREAMER』のオープニング内にて、第1子の誕生を発表した。出生日と性別は公表していない。

## ブレイクと転落
ブレイク時の有吉の月収は、最高で2000万円に達していた。しかし有吉は「ブームはそう長くは続かない」と考えて、毎月の生活費を抑え貯蓄に励んだ。貯蓄は最高時で7000万円に達したが、税金の支払いなどで残ったのは約4000万円だった。
その後、有吉の予想通りに仕事の量は減少。毎月100万円だった給料も歩合制と化し、月収7万円から8万円もしくはゼロとなっていった。しかしながらブレイク時の収入を貯蓄していた有吉は、貯蓄を切り崩すことで不遇の時期を乗り切っていった。有吉は当時を振り返り、「このような倹約があったからこそ、不遇の時代を借金することなしに過ごすことができた。そうでなければ、恐らくホームレスに転落していた」「この貯蓄があったから踏みとどまれた」などと述懐している。なお約4000万円あった貯蓄は、7～8年後には数百万円程度まで減少していた。
しかしながら有吉は転落してしまったことを非常にストレスだと考え、相当に思い詰めていた。収入が少ないにも拘らず、人から蔑まれるのが苦痛でアルバイトなどもできなかったため当時は自殺もよぎったとのこと。芸事の方向性も迷走し、有吉は漫画用具一式を購入して漫画家を志しかけたり、一物を切り落としてオネエタレントとして再起を図ろうとしたり、AV男優へ転身しようかと考えたこともあった。
その後はモノマネ番組に出演し、哀川翔のモノマネがお茶の間に受けて復活するキッカケになる。哀川本人からも「面白いから宜しく頼む」と連絡が入ったという。ネタが勝俣州和の罵倒や悪口だったので勝俣からの評判は良くない。桃井かおりやさだまさしなども披露している。

## 芸風
コンビ時代は主にコントを演じネタ作りも担当していたが、解散後はピン芸人としての舞台用のネタなどは一切持っておらず、バラエティ番組に特化した純粋なテレビタレントとなっている。後述の「あだ名の命名」に代表されるような、毒舌や辛口コメントを得意としている。毒舌に関しては、有吉自身が『嫌われない毒舌のすすめ』『毒舌訳 哲学者の言葉』 という著書を出版するほど。

### あだ名の命名

#### 発端と経過
発端は『アメトーーク!』2007年8月23日放送分。有吉が「一発屋芸人にならないための方法」を指南する役としてゲスト出演し、そこで「世間から『これ』という固定イメージを持たれないことが大事」と解説。その話の流れで有吉がひな壇に並ぶ他のゲストたちに、「世間が持ってるイメージ」をアドリブで直接伝えていくことになった。その際に品川祐に対して、品川の芸風を揶揄して「おしゃべりクソ野郎」というあだ名を命名した。この一連の流れがスタジオの大爆笑を誘い（MCだった宮迫博之曰く「客席が弾けた」）、その後他の番組でも「有吉が品川のことを『おしゃべりクソ野郎』と呼んだ」というエピソードが多く語られるなど次第に反響は大きくなり、ついには2008年3月13日放送分において「おしゃべりクソ野郎」が、「アメトーーク! 年間流行語大賞」に選ばれた。この一連の出来事を有吉自身は「おしゃクソ事変」と呼んでいる。
この出来事以降、有吉のこの『あだ名の命名』という特技が『アメトーーク!』を中心に多くの番組で取り上げられ、多数の共演者に対して毒を含んだあだ名を命名している。これをきっかけとして、有吉は「毒舌キャラ」「イジりキャラ」と認識され再びテレビの露出が多くなり、再ブレイクに至った。

#### あだ名に対する周囲の反応

##### プラスの反応
有吉は、『アメトーーク!』の演出兼プロデューサー・加地倫三（あだ名は「オシャレ骸骨」）に対して「（テレビにたくさん出られるようにしてくれた）加地さんと雨さんと品川に感謝です」という感謝のメールを送っている。
有吉に「元気の押し売り」というあだ名をつけられたベッキーは、ブログで「それにしても有吉さんのネーミングも最強ですね!（中略） しつこいようですが、“おもしろければ何でもOK”な人間なので、私は大丈夫です! あー楽しかったー!!!」と有吉を大絶賛している。

##### マイナスの反応
2009年10月29日付けのブログでは、差出人部分に「有吉を殺す会」と書かれたはがきが送られてきたことを明かしている。ただ、有吉本人と所属事務所は只の冗談と見做して刑事告発を見送った。
このほかにも相手の逆鱗に触れたり、相手自身は寛大な態度を示していても、所属事務所の重役あるいは幹部社員からの反感を買って共演不可を申し入れられた事例も少なくない。
また、長野県では県民性が起因して自身の芸風を受け入れてもらえず県域局のローカル番組をわずか2か月で降板させられたこともある。

#### 命名に対する評価
有吉のあだ名命名については、「特に、タレントにあだ名をつけるのが天才的にうまい」「『クソ』『野郎』が多いのが目につきますが、毒の含み具合が絶妙」（芸能ライター）、「あだ名芸人として活躍の場を広げている」（『TV LIFE』編集部） と、内外から評価され、有吉の「瞬時に人物の特徴を捉える」あだ名の命名は「芸」であるとの評価がなされている。

## 人物

### 家族・親族
有吉の実家は広島県安芸郡熊野町内の、田んぼに囲まれた農家で、裕福ではなく、トイレはボットン便所だった。具体的な時期は不明だが2010年に死去した父親は無職で、母親は熊野筆の元職人だった。有吉家について、2014年に「女性自身」が取材した近所の住人たちは「お父さんはあまり仕事が好きな人じゃなかった。麻雀ばかりやっていた。お母さんがよく働いていて、近所のスーパーで働いている姿を見かけた。畑で家庭菜園をしたりしていた」などと述べている。
広島市で生花店を営む4歳年下の弟がおり、『有吉弘行の田舎発見バラエティ!「明日あいたい島村さん」』（フジテレビ 2017年1月7日放送）にて兄弟共演ロケを行っている。同番組では、有吉の親戚が暮らし、亡くなった父親が松茸を採っていた山もある思い出の地の東広島市豊栄町を20年ぶりに訪れ、父親の「山を守ってほしい」との遺言を果たすべく害獣駆除のロケに臨んでいる。有吉家所有の山は「天神嶽」と呼ばれ、東京ドーム約4個分の大きさである。
元日本テレビアナウンサーで、元フリーアナウンサーの妻・三久の父親は、ネット上の誹謗中傷や事実無根の書き込みなどを監視する企業イー・ガーディアン創業者の夏目三法。
現在、有吉の元実家は、空き家となっている。

### 趣味・嗜好
広島出身ということもあってプロ野球は広島東洋カープのファン。高校時代は勉強そっちのけでアルバイトして金を稼ぎ、原付を使って広島市民球場に年間30回程行っていた。またTwitterにおいて、同姓で千葉ロッテマリーンズ・横浜DeNAベイスターズに所属していた有吉優樹を応援していると明かし、有吉優樹がプロ初勝利を飾った際は祝福のコメントを投稿していた。また生粋のアンチ巨人でもあり、2018年のオフに丸佳浩がFA権を行使して巨人へ移籍した時は「いい加減にしてくれ」と巨人に対する不満を露わにしている。2019年からは「有吉さんに巨人を好きになってほしい」というコンセプトの番組『有吉×巨人』が不定期で放送されており、有吉は同番組のMCを務めている。
格闘技・プロレスに造詣が深く、大仁田厚の追っかけをしていた。FMWのファンだった。高校時代は柔道部に所属していた。柔道の黒帯（初段）を有しているが、これは柔道部時代に取得したものではなく『リングの魂』の柔道企画で取らされたものである。『有吉ぃぃeeeee!そうだ!今からお前んチでゲームしない?』（テレビ東京）では、同じくプロレスに詳しいタカアンドトシ（特にトシ）との唐突かつマニアックなプロレストークを周囲からツッコまれるのが定番の流れとなっている。
上京した当初は下北沢に住んでおり、飲食店でアルバイトをしていたこともある。『猿岩石』ブームが去った後のどん底時代は笹塚に住んだ。『マツコ&有吉 かりそめ天国』で同じくMCを務めるマツコ・デラックスも、かつて笹塚駅周辺に住んでいたことがあり、同番組では、たびたび同エリアが話題にあがる。
風俗店を好み、『お前なんかもう死んでいる プロ一発屋に学ぶ50の法則』（2012版）でもp.93-、p.201などで言及している。
自他共に認める方向音痴で地図が読めない。普段から利用している都内の道路の名称を把握できていなかったり、テレビ局内でトイレから楽屋に戻れないこともある。その一方で散歩を趣味としているようで、10キロ以上にも渡る長距離の散歩を日頃から行っている旨を度々発言している。
好みの女性タイプは「パンクロッカー」。理由は「周りに流されずに自分を貫いているから」。嫌いなタイプの女性は「グラビアアイドルなどの清純派」「自称・業界人と知り合い」。パンクロッカーを見たいがために（有吉曰く）パンクロッカーが多い高円寺を散歩するのが好き。一度、パンクロッカーを探しに高円寺を散歩していたらエリック・クラプトンに遭遇し、ピックを貰おうとしたところ500円玉を渡された。
初めて買ったCDはTM NETWORK『Self Control』。中学校の同級生は「有吉は人が嫌がるものまねをよくしていた」と述べている。「理想は1億円残したまま、自宅でひっそりと死んでいる」と著書で語っている。
2013年までは喫煙者（ヘビースモーカー）だったが健康上の理由で卒煙を決意、2014年以降は非喫煙者である。

### 親交関係

#### 竜兵会
上島竜兵（ダチョウ倶楽部） を中心とする飲み仲間『竜兵会』の一員。竜兵会に高田文夫が顔を見せた際、酔っ払った上島に対する有吉のツッコミの面白さを見た高田は自身のラジオ番組『ラジオビバリー昼ズ』に有吉を起用（2006年に高田が休養した際、中継レポーターの春風亭昇太がMC代行となったため、スライドで中継担当になった）することを決めた。
また、竜兵会の中でも特に上島に関しては「涙をこぼすのは上島さんの葬式だけと決めている。」と真面目に溢しており、関係性が深い。
2020年12月、『マツコ&有吉 かりそめ天国』において「自分の怒りのスイッチって自覚していますか？」という話題の中で有吉は「僕の場合は上島さんね。上島さんのことをバカにされると（怒りのスイッチが）入っちゃう」と過去の経験を思い返し、そうした経験から「自分のことよりも親しい人のことを何か言われたときのほうが『怒りのスイッチ』が入るのでは？」とマツコと有吉は結論づけた。

#### ウッチャンナンチャン・さまぁ〜ず
第2日本テレビのネット配信番組『電波少年的懸賞生活2009』に出演し、同番組のプロデューサーより再ブレイクのきっかけを訊かれた際、「世間的には『内村プロデュース』の印象が強いと思うが、実は『リングの魂』の柔道企画等、（内村光良のみならず）南原清隆にも大変お世話になっていて、ウッチャンナンチャンの両氏にずっと使ってもらったおかげ」と答えている。その際、『内村プロデュース』に関して「売れてない時期があったからこそ当時のレギュラーメンバーの凄さに気づくことができた」と答え、ネット配信番組『内村さまぁ〜ず』に出演した際にはTwitterにて内村光良、さまぁ〜ずの3人について「3人は命の恩人ですので細心の注意を払うべきですが、それをさせない緩さがある」と評している。
なお、有吉は2008年の『内村さまぁ〜ず』放送回で内村にもらった「1個1個の仕事を大事にして、確実に仕留めていく」という旨のアドバイスを心に刻み、後輩にも同様のアドバイスを送っている。

#### 元師匠・オール巨人
1993年3月2日放送分『EXテレビ』で行われた企画「公開弟子審査会」に有吉が参加し、合格。オール巨人（オール阪神・巨人）に弟子入りする。しかし弟子入りして8か月後、元々相性が悪かった兄弟子を歯が折れるほど殴ってしまい、有吉は巨人から「暴力を振るうような人間にするために弟子を取ったのではない」「乱暴者はいらん」と謹慎を命じられる。
謹慎中だった有吉は巨人には無断で巨人の下を離れ、1994年に森脇和成とコンビ『猿岩石』を結成し上京。1995年、太田プロダクション所属となる。そして、1996年に『進め!電波少年』でのヒッチハイクの旅企画で話題となる。何も聞いていなかった巨人は、テレビで見て初めて有吉が東京で芸能活動を継続していることを知って驚いたという。
女性セブンのインタビューによれば猿岩石の旅企画の終了後、オール巨人の著書によればTBSの『オールスター感謝祭』で一緒になった時（女性セブンによれば有吉はすぐに巨人の楽屋を訪れたことになっている）、スタジオで巨人を見かけるなり、土下座して「すみませんでした!」と謝罪した。巨人は「これで正式に破門や。お前も辛かったんやろ」と声をかけた。有吉はいつか巨人に再会した時のことを考えてずっと「びびっていた」らしく、挨拶に来るか電話の一本も入れればいいのにと巨人が言ったところ、それを行う勇気すら出なかったと答えた。
一方で弟子時代の有吉の印象について巨人は、「実は謹慎を命じた印象が強すぎて、他のことはあまり覚えていないんです」と語っているが、有吉が弟子入りしたときの履歴書を大切に保管しており、『有吉弘行のダレトク!?』のゲスト出演時に、当時の履歴書を公開した。
後に、『ダウンタウンDX』で巨人と有吉は共演しており、有吉は巨人に「楽屋の厄介者」というあだ名を命名している。

#### その他
同期には劇団ひとり、ふかわりょう、ビビる大木がいる。有吉は彼らをそれぞれ「川島(劇団ひとりの本名)」「ふかわ」「じゅん」と呼び、ひとりとふかわからは「有吉くん」、大木からは「アリ」と呼ばれている。劇団ひとりとは太田プロダクションへの所属日まで同じであり、「全くの同期」と語っている。
前述の通り、オール巨人の弟子を経た後にコンビ結成という特殊な経歴であり、養成所には通わずコンビの活動を開始したために芸歴が非常に曖昧。有吉本人はオール巨人の弟子となった1993年から芸歴としてカウントしているが、プロの芸人として活動を開始したのは1995年になる。そのため実際に同期として接しているのは同時期にデビューした同い年や歳下の芸人に対してである。吉本興業所属の芸人に対してはロンドンブーツ1号2号やペナルティ、その同期にあたるNSC大阪校12期出身の芸人までを先輩とし、タカアンドトシやその同期のNSC大阪校13期以降の芸人を後輩としている。
芸能人特有の「軍団」や直系の「弟子」を持たないが、吉村崇は有吉を「お師匠さん」と呼んでいる。藤田ニコル・池田美優は2017年頃から有吉の番組でのゲスト共演も多く、「師匠みたいな存在」と語り、有吉自身も弟子扱いすることが多い。
芸人以外では、俳優の大下源一郎と親交がある。大下とは、有吉が主演したミュージカル「シンドバッドの冒険」（2000年）で共演してからの付き合いで、有吉のことは「何でも知ってる」代わりに口が非常に堅いため、他人には言えない話を相談する仲だという。有吉と夏目三久の交際についても、大下は芸能界で唯一その事実を結婚前に知っていた。

### Twitter関係
有吉は2012年11月から2020年4月まで、Twitterのフォロワー数が最も多かった日本人である。2012年11月末に、フォロワー数が、当時首位だったソフトバンクの社長・孫正義を抜いて日本人としては1位（当時）となり、2013年2月6日には、国内初の200万フォロワーを達成した。さらに2014年3月1日、国内初フォロワー300万人を突破。その後もフォロワーは増加を続け、2015年1月31日に400万人、同年11月20日に500万人、2016年9月4日に600万人、2018年1月3日に700万人に国内で初めて到達した。

### 名前について
実は弘行は元から"ひろいき"ではなかった。有吉の父は"ひろゆき"で出生届けを出したが、何故か"ひろいき"と誤認された為、仕方なく読みを"ひろいき"としたと言う。

## 評価
お笑い評論家のラリー遠田は、芸能界における毒舌キャラに必要な条件として「的外れではない鋭い批評精神があること」「悪口を言っても許される人間であること」の2つを提示し、有吉はその2つを兼ね備えていると評している。特に2つ目の『悪口を言っても許される人間であること』という点について、遠田は雑誌『m9』（晋遊舎）での有吉のインタビュー記事の「売れない時期が続いてやさぐれたっていうことで、『やさぐれて当然だ』っていうバックボーンは作れたんじゃないですかね」という発言を引用し、「一時は頂点を極めながら最底辺まで落ちぶれたという点で、有吉ほど強力な『毒舌の免罪符』を持っている芸人もなかなかいない」と表現している。
千原ジュニアは有吉の毒舌テクニックについて、「有吉は毒舌を言った後に絶対に笑う」というポイントを語り、アメ（笑顔）とムチ（毒舌）を使い分け、毒舌を吐いた相手を本気で怒らせない有吉のしたたかな芸風を指摘した。またジュニアは有吉を「カウンター芸の極み」だと評し、求められるままに手持ちのネタを出してばかりである芸風の自分を「残高が減る一方」と表現し、逆に相手から投げられたボールを返すことを主とする有吉のトークテクニックを挙げ、「有吉の残高はまだまだある」と表現した。
『虎の門』（テレビ朝日）のコーナーで泡盛を飲もうとした際に、体調の悪かった有吉は生放送中にカメラの前で嘔吐してしまった。だが有吉は咄嗟に吐瀉物を左手でキャッチしてポケットにしまい、一連の行動で笑いを取りながらも何事もなかったように振る舞い、放送事故にはならずに済んだ。この有吉のプロ根性を同番組で共演した土田晃之は賞賛している。
放送作家の鈴木おさむは、ほとんど構成を立てず有吉の自由な休日をVTRにまとめただけの『有吉の夏休み密着100時間』（フジテレビ系列、2013年9月7日放送）が、14.2%という高視聴率を獲得したことについて、「『○○の休日』などという内容で視聴率が取れたのは一昔前の大スターが出演する番組のみであり、最近では成立するのが難しいと言われていた。しかし、その殻を久々に破ったのが有吉だった」と解説した。その話を受けて関根勤は、「このまま（有吉の活躍が）2年3年と続くと、さんまさんやたけしさんらに次ぐ、芸能界の『新しい柱』になり得る」と評価した。
小籔千豊は、有吉を「同年代の中の、超ウルトラハイパー覇者」と評している。
2018年頃から、2桁に達する冠番組の多さに「バラエティ番組の帝王」とマスコミに表現されることが多くなっている。

## 出演

### テレビ

#### 現在の出演番組
レギュラー番組 
- 有吉くんの正直さんぽ（2012年4月21日 - 、フジテレビ）- MC
- 有吉ジャポン→有吉ジャポンII ジロジロ有吉（2012年10月9日 - 、TBS）- MC
- 有吉ゼミ（2013年10月7日 - 、日本テレビ）- 教授
- 櫻井有吉アブナイ夜会→櫻井・有吉 THE夜会（2014年4月17日 - 、TBS）- MC
- マツコ&有吉 かりそめ天国（2017年4月5日 - 、テレビ朝日）- MC
- 有吉ぃぃeeeee!そうだ!今からお前んチでゲームしない?（2018年10月28日 - 、テレビ東京）- MC
- 有吉のお金発見 突撃!カネオくん（2019年4月6日 - 、NHK総合）- MC
- 有吉の壁（2020年4月8日 - 、日本テレビ）- MC
- 有吉クイズ（2021年10月5日 - 、テレビ朝日）- MC
- 有吉の世界同時中継 〜今、そっちってどうなってますか?〜→有吉木曜バラエティ→有吉の深掘り大調査（2021年10月7日 - 、テレビ東京）- MC[127]
- 夢が咲く 有吉園芸 〜Road to start a garden shop〜（2024年10月8日 - 、BS朝日）[128]

 準レギュラー番組 （または不定期出演）
- ロンドンハーツ（テレビ朝日）
- アメトーーク!（テレビ朝日）

#### 過去の出演番組
レギュラー番組 
- KEN-JIN DX（1997年4月18日 - 2005年4月1日、中国放送）
- YOU・遊・気分 土曜だ!ぴょん（2002年10月 - 2003年1月、長野放送）- 中継レポーター
- ダチョ・リブレ「ばっかス」（2007年1月 - 2012年12月、テレ朝チャンネル）
- ピエール靖子（2007年1月6日 - 3月24日、テレビ大阪）
- AKB48 ネ申テレビ シーズン1 - 3（2008年7月13日 - 10月12日・2009年7月10日 - 9月18日・10月9日 - 12月18日、ファミリー劇場）- ムチャぶり伝道師
- 世直しバラエティー カンゴロンゴ（2008年10月5日 - 2009年3月15日、NHK総合）- ラーメン屋の主人
- 悪魔の契約にサイン（2008年10月29日 - 2009年2月18日、TBS）- 悪魔のセールス軍団
- ○○の国の王子様（2009年4月4日 - 6月27日、NHK教育）- ガマリア 役
- アイドルの穴〜日テレジェニックを探せ!〜（2009年4月11日 - 6月27日・2010年4月10日 - 6月26日・2011年4月2日 - 6月17日・2012年4月7日 - 6月23日、日本テレビ）- MC
- アイドル☆リーグ!（2009年7月5日 - 2013年3月28日、日本テレビ・NOTTV）- MC
- 日テレジェニックの穴（2009年7月18日 - 9月26日、日本テレビ）- MC
- どれだけ食えスト（2009年8月1日 - 9月26日、日本テレビ）
- 崖っぷち〜アラビアンサイトFEVER〜（2009年10月6日 - 2010年3月23日、TBS）- MC
- 100日劇場（2010年1月23日 - 3月20日、日本テレビ）- MC
- 有吉AKB共和国（2010年3月29日 - 2016年3月28日、TBS）- MC
- DON!（2010年3月31日 - 2011年3月23日、日本テレビ）- 水曜レギュラー
- ウケウリ!!（2010年4月2日 - 9月25日、日本テレビ）- MC
- 世界笑える!ジャーナル（2010年4月21日 - 8月25日、TBS）- プレゼンター
- アイドルちん（2010年10月9日 - 2011年1月22日、日本テレビ）- MC
- 爆問パニックフェイス! → 爆問パワフルフェイス!（2010年10月27日 - 2011年9月14日、TBS）
- その顔が見てみたい（2010年10月27日 - 2012年2月3日、フジテレビ）
- ヒルナンデス!（2011年4月1日 - 2019年9月27日、日本テレビ）- 金曜レギュラー
- マツコ&有吉の怒り新党（2011年4月5日 - 2017年3月29日 、テレビ朝日）- MC[127]
- スター☆ドラフト会議（2011年4月12日 - 2013年3月5日、日本テレビ）- イジリ隊→スター☆アドバイザー
- キカナイト → キカナイトF（2011年7月5日 - 2012年9月21日、フジテレビ）- MC
- ブラっと嫉妬（2011年7月7日 - 9月29日、関西テレビ）- MC
- もてもてナインティナイン（2011年11月1日 - 2014年3月11日、TBS）
- くりぃむクイズ ミラクル9（2012年1月11日 - 2014年3月30日、テレビ朝日）- 解答者
- オトナへのトビラTV（2012年4月5日 - 2014年3月27日、NHK教育）- MC
- ここ掘れ!ワンワン!（2012年8月12日 - 9月30日、日本テレビ）- MC
- ウーマン・オン・ザ・プラネット（2012年10月6日 - 2015年3月28日、日本テレビ）- MC
- 有吉＆ベッキーのクイズ80（2012年10月9日 - 12月11日、日本テレビ）- MC
- 有吉反省会（2013年4月7日 - 2021年9月25日、日本テレビ）- MC
- 今、この顔がスゴい!（2013年4月11日 - 2014年3月20日、TBS）- MC
- 有吉弘行のダレトク!?（2013年10月8日 - 2019年3月19日、関西テレビ）- MC[127]
- ひろいきの（2013年10月15日 - 2014年9月16日、フジテレビ）- MC
- おーい!ひろいき村（2014年10月14日 - 2016年3月5日、フジテレビ）- MC
- 有吉ベース（2016年1月12日 - 2025年3月24日、フジテレビONE）- MC
- 超問クイズ! 真実か?ウソか?（2016年5月6日 - 2019年9月13日、日本テレビ）- MC
- クイズ☆スター名鑑（2016年10月16日 - 2017年1月22日、TBS）-「有吉チーム」リーダー
- 有吉×巨人（2019年3月28日 - 9月18日、2020年3月18日 - 10月21日、日本テレビ）- MC
- 噂の現場急行バラエティー レディース有吉（2019年4月9日 - 9月17日、関西テレビ）- MC

 準レギュラー番組 
- 内村プロデュース（2001年5月12日 - 2005年9月12日、テレビ朝日）
- リンカーン（2007年 - 2010年、TBS）
- ネプリーグ（2007年4月9日 - 2013年2月4日、フジテレビ）- 通算24回出演[129][130][131][132]
- 神さまぁ〜ず → さまぁ〜ず式 → ホリさまぁ〜ず → マルさまぁ〜ず（2008年4月22日 - 2010年8月25日、TBS）
- とんねるずのみなさんのおかげでした（2008年6月5日 - 2014年9月14日、フジテレビ）
- アッコにおまかせ!（2009年5月31日 - 2013年11月24日、TBS）
- クイズ☆タレント名鑑（2010年8月1日 - 2012年3月25日、TBS）-「有吉チーム」リーダー
- バカなフリして聞いてみた（2011年4月19日 - 9月13日、日本テレビ）
- ネプ&イモトの世界番付（2012年4月13日 - 2013年12月27日、日本テレビ）- パネリスト
- テベ・コンヒーロ（2012年4月17日 - 9月18日、TBS）

 特番
現在
- ぐるナイおもしろ荘（2013年1月1日 - 、日本テレビ）- パネラー。25年は出演なし。
- 有吉の夏休み（2013年9月7日 - 、フジテレビ）
- クイズ☆正解は一年後（2014年12月30日 - 、TBS）-「有吉チーム」リーダー
- 有吉の2月特番（RCCテレビ）
  - 有吉!謎解き物語（2015年2月14日）- MC
  - V字復活!有吉カンパニー 〜ホントにあった大逆転リアルストーリー〜（2016年2月13日）- 司会
  - 神ってる 有吉大明神 〜神ってるアレの理由を大公開〜（2017年2月11日）- MC
  - 激ウマ 怪盗有吉瀬戸内の絶品グルメを狙え!（2018年2月10日）- 怪盗有吉一味 リーダー
  - ヘイヘイホー!有吉は木を切る。〜広島の温泉街に檜の露天風呂を作っちゃったSP〜（2019年2月9日）
  - 有吉弘行の故郷に帰らせていただきます。（2022年2月27日 - ）
- オールスター後夜祭（2018年4月1日 - 、TBS）- MC
- NHK紅白歌合戦（2022年12月31日 - 、NHK総合・ラジオ第1）- 純烈のゲストボーカル→司会[133][134][135]
- 有吉ミュージックフェス（2023年7月6日 - 、テレビ東京）- MC

 過去
- ものまねバトル（2005年10月3日 - 2009年1月4日、日本テレビ）- 出場者
- 24時間テレビ 「愛は地球を救う」（2008年8月30日 - 2010年8月29日・2016年8月28日・2017年8月27日・2021年8月22日、日本テレビ）[136]
- 相談バカ一代（2008年12月29日・2012年1月3日、テレビ東京）-「有吉組」リーダー（12年のみ）
- さんま&くりぃむの芸能界(秘)個人情報グランプリ（2009年3月13日・7月3日・2011年10月15日、フジテレビ）
- 行列のできる芸能人通販王決定戦（2009年3月15日 - 2010年11月4日、日本テレビ）- プレゼンター
- ものまねグランプリ（2009年5月3日 - 2012年12月25日、日本テレビ）- 出場者
- クイズ☆タレント名鑑（2009年8月6日 - 2010年4月2日、TBS）- 「有吉チーム」リーダー
- さんま&SMAP!美女と野獣のクリスマススペシャル（2009年12月13日・2010年12月19日、日本テレビ）
- IPPONグランプリ（2009年12月27日 - 2014年11月8日、フジテレビ）- 第10・12回大会優勝
- 大追跡!あのニュースの続き（2010年3月23日・12月26日、関西テレビ）- ロケリポーター
- ドスペ!「ダイジョブ軍団 イイタインダー」（2010年5月8日、テレビ朝日）- MC
- 俺たちが司会者!（2011年7月8日 - 2012年10月5日、テレビ朝日）- MC
- 世の中のデマを一挙撲滅 特命任務DEMA-TRIX（2011年9月10日・2011年12月29日、関西テレビ）- MC
  - 真実を追求せよ 踊る!デマ捜査官（2012年4月15日、関西テレビ）- MC
- どれだけ食えスト（2011年12月10日・2012年3月16日、日本テレビ）
- ホントにそれでイイの?!（2012年1月4日、フジテレビ）- MC
- ふわふわトーク こんな感じでどうですか?（2012年3月23日 - 2013年12月14日、フジテレビ）- MC
- ミズトアブラハイム（2012年4月5日、TBS）- MC
- Calcolon（カルコロン）（2012年6月23日 - 2013年7月13日、フジテレビ）- MC
- 幸せあやかりバラエティ バナナ・有吉のどハッピーポー（2012年6月26日、テレビ東京）- MC[137]
- 有吉ジャポン（2012年7月14日、TBS）- MC
- 最強一休王決定戦 THE TONCHI（2012年7月15日、フジテレビ）- MC
- 有吉弘行のヘベレケ（2012年7月22日・12月30日、東海テレビ）- MC
- 芸能人パワー注入（2012年9月25日・2014年9月30日、TBS）- MC
- 有吉反省会（2012年10月1日 - 2013年4月6日、日本テレビ）- 司会
- 有吉オリラジの不思議な結婚相談所（2012年12月9日、関西テレビ）- MC
- 有吉×ビビるの人生告白劇場 結局どうなったんだ!?（2012年12月29日、フジテレビ）- MC[138]
- 有吉ひとり土田@竜兵会プレゼンツ!超超!無礼講な宴SP（2012年12月29日、日本テレビ）- MC
  - ビバ!!竜兵会システム ぜ〜んぶ忘れてイイ宴 2（2013年12月30日、日本テレビ）- -MC
- 東野・有吉のどん底（2012年12月30日 - 2013年10月3日、TBS）- MC
- 感動の神対応バラエティ おお!Myゴッド（2013年1月1日、フジテレビ）- MC[139]
- ヨルパチーノ「人間性カジノ カスベガス」（2013年1月3日 - 12月29日、関西テレビ）- MC
- 有吉vs花の熟女バトル!アリババ（2013年1月6日、フジテレビ）- MC[140]
- 有吉のバカだけど…ニュースはじめました（2013年4月2日 - 2015年4月17日、テレビ東京）- MC
- ドッキリハーツ（2013年5月7日、テレビ朝日）- MC
- 有吉弘行の信じる者はバカを見る!?（2013年6月4日 - 25日、関西テレビ）- MC
- 天才リトル（2013年6月14日 - 2014年3月30日、フジテレビ）- MC
  - 有&省吾&淳のリトルハッピーライフ（2017年8月20日、フジテレビ）- MC
- 有吉・バカリズムの蜜室&毒室 〜芸能人裏の顔のぞき部屋〜（2013年7月2日、関西テレビ）- MC[141]
- 有吉・真夏のアブナイ話（2013年7月28日、フジテレビ）- MC[142]
- 全国高等学校クイズ選手権（2013年9月4日 - 2015年9月11日、日本テレビ）- メインパーソナリティー
- 水曜プレミア「有吉ザワールド」（2013年11月13日、TBS）- MC
- 有吉×独身さん芸能人（2014年1月2日、関西テレビ）- MC
- 三村&有吉特番（2014年1月9日 - 2015年6月7日、テレビ朝日）- MC
- バラエティ司会者芸人夢の共演スペシャル（2014年2月1日・2024年2月17日、テレビ朝日）- コーナーMC
- 有吉ポンコツ隊（2014年4月11日、テレビ朝日）- MC[143]
- 有吉の!モノシリはナカヨシ（2014年6月21日、フジテレビ）- MC[144]
- 武器はテレビ。SMAP×FNS27時間テレビ（2014年7月27日、フジテレビ）-「スマップ×BUSAIKU!?」ジャッジゲスト
  - FNS27時間テレビ 鬼笑い祭（2023年7月23日、フジテレビ）-「有吉ダマせたら10万円」に出演
- アリさん 有田哲平×有吉弘行（2014年8月13日、フジテレビ）- MC[145]
- 有吉でら実験（2014年9月3日、CBCテレビ）- MC[146]
- 速報!有吉のお笑い大統領選挙（2014年12月29日・2015年12月29日、テレビ朝日）- 選挙管理委員長
- 有吉VSミジメちゃん（2015年1月2日、関西テレビ）- MC
- チーム有吉 〜◯◯したら即引退スペシャル〜（2015年1月9日、TBS）- MC[147]
- 歌う!苦労人（2015年2月28日、テレビ朝日）- MC
- 有吉の壁（2015年4月7日 - 2020年1月5日、日本テレビ）- MC
- 究極バトル“ゼウス”（2015年4月9日 - 2016年11月24日、TBS）- 芸人軍 キャプテン
- 有吉弘行の野球バカ〜ん!（2015年9月5日、フジテレビ）- MC[148]
- 真夜中の保健室（2015年9月22日 - 2021年1月4日、日本テレビ）- 院長
- 芸能界煩悩CUP（2015年9月29日・2016年1月2日、関西テレビ）- MC[149]
- なるほど!ザ・ワールド（2015年10月10日 - 2020年1月1日、フジテレビ）- MC
- 有吉弘行のドッ喜利王（2015年10月21日、TBS）- MC
- 芸人キャノンボール 〜公道最速借り物レース〜（2016年1月1日・8月24日、TBS）- 「有吉チーム」リーダー
- タシカケ（2016年1月2日、フジテレビ）- MC
- 有吉弘行の田舎発見バラエティ!「明日あいたい島村さん」（2017年1月7日、フジテレビ）- MC
- 情報を持って旅に出よう!有吉のザツガクルーズ（2017年3月12日、フジテレビ）- MC
- 大富豪有吉（2017年6月17日、フジテレビ）- MC
- 有吉探検隊（2017年8月16日 - 2018年3月21日、テレビ朝日）- 隊長
- 土曜スペシャル（テレビ東京）- MC
  - 芸能人が楽しい趣味を教える 有吉、やってみよう!（2017年9月16日）[150]
  - 有吉のぐるっと一周こんにちは旅 伊豆大島（2018年2月10日）
  - 有吉と○人の島人たち（2018年11月3日・2019年4月20日）
- 有吉中継 現場からお届けしました!(仮) （2018年1月6日、関西テレビ）- MC[151]
- 助けて!有吉!（2018年2月17日、関西テレビ）- MC
- 有吉のお金発見 突撃!カネオくん（2018年3月24日 - 12月15日、NHK総合）- MC
- 有吉のこの人何でNEWSにならないの!?（2018年3月25日、TBS）- MC
- 有吉ドキュメンタリー（2018年6月23日、関西テレビ）- MC
- 有吉ダマせたら10万円（2018年7月29日 - 2023年7月23日、フジテレビ）
- ナレーター有吉（2018年8月15日・12月26日、テレビ朝日）- MC
- 有吉のお饅頭が貰える演芸会（2018年12月7日、テレビ朝日）- MC
- 悪魔の美容術 禁断の美容法を試した人は今大丈夫なのか!?（2018年12月18日、関西テレビ）- MC
- グッときた名場面グランプリ（2019年1月9日、日本テレビ）- MC
- 有吉と採点したがる女たち（2019年7月4日 - 2020年3月24日、TBS）- MC
- ハイパーハードボイルドグルメリポート（2019年7月15日・10月14日、テレビ東京）
- 潜入有吉（2019年8月14日、テレビ朝日）- MC
- 有吉クイズ（2020年1月9日 - 2021年6月4日、テレビ朝日）- MC[127]
- 日テレ系お笑いの祭典 NETA FES JAPAN（2020年2月24日 - 2021年9月8日、日本テレビ）- MC
- 有吉の世界同時中継（2020年8月13日 - 2021年6月17日、テレビ東京）- MC
- 有吉ギョーカイトラベル（2020年9月23日、TBS）- MC
- 有吉% 〜半分とれるかな?〜（2020年12月27日、フジテレビ）- MC
  - 有吉のまさかズレてませんよね!?（2021年5月3日・10月4日、フジテレビ）- MC
- 有吉弘行&田中将大のドリィィeeeeeームマッチ（2020年12月27日 - 2023年12月17日、テレビ東京）- MC
- 有吉の冬休み（2021年1月1日 - 2023年1月1日、フジテレビ）
- 有吉ワールドリポート（2021年1月6日、TBS）- MC
- 有吉ファミリートラップ（2021年7月17日、TBS）- MC
- 有吉×怪物（2021年9月29日、日本テレビ）- MC
- マツコ&有吉の怒り新党 解散!!生放送2時間スペシャル（2021年9月30日、テレビ朝日）- MC
- 有吉さん!NEWSです（2021年10月24日・2022年4月17日、日本テレビ）- 局長
- 有吉のこどもが聞いてるでしょうが（2022年5月15日、毎日放送）- MC
- 有吉はなび 大きなお花を咲かせましょう（2022年9月11日、広島テレビ）- MC
- 人間性カジノ アリベガス（2023年3月28日、関西テレビ）- ディーラー
- 有吉の!みんなは触れてこないけどホントは聞いてほしい話（2023年4月15日、日本テレビ）- MC
- TV70年特番「テレビとは、〇〇だ。」（2023年4月19日、NHK総合・日本テレビ）- MC
- モストバリュアブル芸能人（2023年6月21日、日本テレビ）- MC
- 福岡上陸!ノブコブ吉村のぱくTube（2023年9月2日・2024年9月7日、RKB毎日放送） - スペシャルゲスト
- 夢が咲く 有吉園芸 〜Road to start a garden shop〜（2023年11月4日 - 2024年7月20日、BS朝日）[128]
- 有吉弘行の脱法TV（2023年11月14日・2024年6月7日、フジテレビ）- MC
- 有吉弘行のプライベートジェット爆食ツアー! 日本全国芸能人の差し入れフェス2024（2024年1月1日、フジテレビ）
  - プライベートジェットで日本韓国大移動 有吉弘行の芸能人激推しグルメ爆食ツアー!（2025年1月1日、フジテレビ）
- トラック乗り継ぎ旅ザ・ワールド! （2024年3月6日、テレビ東京） - MC
- 土曜プレミアム「有吉弘行のものまねTHEワールド」（2024年7月27日・2025年3月1日、フジテレビ）- MC[152]
- 有吉の世の子どもたちに突撃!カネオくんファミリー（2024年9月23日、NHK総合） - MC
- みんなのベスト紅白（2024年11月26日・2025年1月3日、NHK総合）
- 淳×ジュニア×有吉 40歳 - 50歳〜10年観察〜（2024年11月27日、TBS）
- 有吉のアレって今誰が持っているんですか?（2025年5月25日、関西テレビ）- MC
- 有吉弘行の深淵をのぞく（2025年6月21日、日本テレビ）- MC
- 有吉の世に出したい9割本（2025年6月27日、テレビ朝日）- MC
- 有吉と知の巨人 雑学が止まらない旅（2025年6月28日、テレビ朝日）

### ラジオ

#### 現在の出演番組
- 有吉弘行のSUNDAY NIGHT DREAMER（2010年4月4日 - 、JFN）

#### 過去の出演番組
- 春風亭昇太と乾貴美子のラジオビバリー昼ズ（2006年5月 - 6月、ニッポン放送）
- オールナイトニッポンGOLD（スペシャルパーソナリティとして一日のみの出演、2012年6月14日、ニッポン放送）

#### ゲスト出演
- 木曜Junk さまぁ〜ずの逆にアレだろ（2003年5月29日、6月19日、TBSラジオ）※太田プロナイトとして他、上島竜兵・土田晃之と一緒に
- 極楽とんぼの吠え魂（2004年7月9 - 23日、TBSラジオ） - 電話出演
- 高田文夫のラジオビバリー昼ズ（2005年8月12日、2006年2月28日、5月17日 - 31日、6月21日 - 28日、9月6日、2007年5月4日、8月3日、2008年1月29日、2010年7月19日、2012年8月22日、ニッポン放送）
- バナナマンのバナナムーンGOLD（2007年9月17日、2008年8月4日、TBSラジオ）
- 木曜JUNK2 カンニング竹山 生はダメラジオ（2008年4月24日、TBSラジオ）
- 木曜JUNK ZERO ケンドーコバヤシのテメオコ（2009年10月22日）
- おぎやはぎのメガネびいき（2010年10月21日、TBSラジオ）
- 高田純次・河合美智子の東京パラダイス（2012年頃、文化放送）
- フワちゃんのオールナイトニッポン0（2022年8月29日、ニッポン放送）
- 三四郎のオールナイトニッポン0（2023年6月16日、ニッポン放送）[* 11]

### インターネット配信
- 竜兵会の約束（BeeTV）
- Dr.有吉の密着治療室（BeeTV）
- 竜兵会（GyaO、2006年）
- 有吉弘行のおそらく一番安くて安全な世界一周の旅ガイド（goomo）
- 電波少年2010 人はつぶやきだけで生きていけるか? 有吉vsTプロデューサー〜日本縦断四角系男子を探せ〜（第2日本テレビ）
- 有吉弘行の脱ぬるま湯大作戦（Amazonプライム・ビデオ、2018年8月3日 - ）
- 名アシスト有吉（Netflix、2023年3月14日 - ）

### ドラマ
- 青い鳥症候群 第9話（1999年、テレビ朝日）
- 愛なんていらねえよ、夏 Last10（第1話）（2002年、TBS）
- 温泉へ行こう5（2004年、TBS）
- 弁護士のくず -NINE HEAD OF LAWYER- 第5話（2006年、TBS） - 小塚新平 役
- 吾輩は主婦である（2006年、TBS） - 柴田 役
- おちゃべり 第16話（2009年、毎日放送）
- 陽炎の辻3 第1話（2009年、NHK総合） - 安五郎 役
- 業界 LOVE STORY〜だからテレビはおもしろい〜（2011年、東海テレビ）

### 映画
- 一生、遊んで暮らしたい（1998年1月）
- 中国放送大パニック（2000年11月） - 本人役で友情出演
- ピカ☆ンチ LIFE IS HARDだけどHAPPY（2002年10月） - 本人役
- TRICK劇場版2（2006年6月）
- バブルへGO!! タイムマシンはドラム式（2007年2月）
- The焼肉ムービー プルコギ（2007年5月）
- ピューと吹く!ジャガー THE MOVIE（2008年1月）
- まぼろしの邪馬台国（2008年11月）
- 上島ジェーン（2009年5月）
- BECK（2010年9月） - 特別出演
- テッド 日本語吹替版（2013年1月18日公開、東宝東和） - 主演：テッド 役[153]
- 上島ジェーンビヨンド（2014年）
- テッド2 日本語吹替版（2015年8月28日） - 主演・テッド 役[154]

### 舞台
- シンドバッドの大冒険（2000年7月22日-30日、博品館劇場 7月31日-8月1日、かめありリリオホール） - 主演：シンドバッド役

### CM
- 『レギオン』（ナレーション）[155]
- ソフトバンクモバイル 『白戸家「選挙カー』篇（2010年）[156] 木村多江、ダンテ・カーヴァー、樋口可南子と共演
- 広島ガス 「エネファームあだ名」篇（2010年）
- サントリーフーズ 「BOSS レインボーマウンテンブレンド」（2011年）[156] トミー・リー・ジョーンズと共演
- セガ『リズム怪盗R 皇帝ナポレオンの遺産』（2012年）- 東国原英夫、上島竜兵、榮倉奈々と共演[156][157]
- DeNA（モバゲー）『大冒険!シスタークエスト』（2012年）- 関西ローカル放送[158]
- DMM.com（2013年 - 2015年）さとう珠緒、芹那と共演
  - 半額キャンペーン（2013年8月、2014年8月、2015年8月[159]）
- アフラック（2013年 - 2015年）大久保佳代子、櫻井翔、本田翼と共演。
  - 「ちゃんと応える医療保険EVER」ブラックスワン役[160]
- マイナビ（2013年 - 2015年）
  - 「マイナビ2015」（2013年）
  - 「マイナビ2016」（2015年）
- ニチレイ（2014年 - 2015年）
  - 「本格焼おにぎり」（2014年4月）[161]
  - 「本格炒め炒飯」（2015年）
- ハウスウェルネスフーズ「ウコンの力 レバープラス」（2014年5月 - 2015年）土田晃之と共演
- エスエス製薬「エスタックイブファインEX」（2015年 - 2022年3月）
- ケイ・オプティコム「Mineo」（2015年）ベッキーと共演
- Google「Android」（2016年）
- メルカリ（2017年）藤田ニコルと共演
- Amazon.co.jp「Amazon Prime Video」（2018年 - 2019年）
- キリンビール「キリン・ザ・ストロング」（2018年 - 2019年）
- 任天堂 Nintendo Switch版｢ドンキーコング トロピカルフリーズ」（2018年）劇団ひとりと共演
- インペリアル・タバコ・ジャパン「Myblu」（2020年）西島秀俊と共演
- アムタス「めちゃコミック」（2020年 - 2025年）[162][163][164][165]
- P&G「アリエール ジェルボール4D」（2021年 - 2022年）生田斗真と共演
- ヤフー「Yahoo! JAPAN アプリ」（2021年 - 2022年）
- DYM（2022年）[166]
- ウイングアーク1st（2023年 - ）[167][168]
- トレイダース証券「みんなのFX」（2023年 - ）
- 日本コカ･コーラ「こだわりレモンサワー 檸檬堂」（2024年 - 2025年）酒井健太、落合隆治と共演[169]
- ニベア花王「ニベアメン アクティブエイジ」（2024年 - ） - 速水もこみちと共演[170]

### PV
- 「リフレイン〜青春馬鹿野郎〜」「東京」／175R（2009年）[171]

### CD
猿岩石
『猿岩石#猿岩石名義』（1996年-1999年）を参照。
KEN-JIN BAND
『KEN-JIN#ディスコグラフィ』（2001年-2004年）を参照。
マンクマン
劇団ひとりとのユニット
- 最新J-POP MEGA HITS! BEST40 （2003年2月21日、Mankman Records）

有吉弘行
『青空』（2023年1月1日）- THE BLUE HEARTSのカバー。TBSテレビの番組『クイズ☆正解は一年後』にて、首都圏のパーキングエリア内等でTHE BLUE HEARTSのトリビュート・アルバムを番組内で発表するまで内緒で発売する企画の一環として歌唱に参加。2023年にApple Musicなどの音楽配信サービスで試聴可能。

### DVD
- 『死球 〜dead ball〜 vol.2』（2005年）
- 『オレがやるよ!それだったらオレがやるよ!じゃあオレがやるよ!どうぞ!どうぞ!どうぞ! 〜ダチョウ倶楽部のリアクション祭り〜』（2005年）
- 『実録!?ドキュメントその時…上島が動いた』（2007年）
- 『我々は有吉を訴える 〜謎のヒッチハイク全記録〜』（2008年）
- 『ノーマニフェスト for UESHIMA』（2008年）
- 『ものまねプロレス祭2008 まねんのか!』（2009年）
- 『イツザイ 「インディーズ芸人スペシャル」』（2009年）
- 『大輔宮川のすべらない話2』（2009年）
- 『ギョーカイ騒然! 〜ココロにのこらない話〜』（2009年）
- 『リアクションの殿堂』（2009年）
- 『我々は有吉を再び訴える 〜沖縄ヒッチハイク殺人未遂事件の全真相〜』（2009年）
- 『リアクションの殿堂 〜遺作〜』（2010年）
- 『竜兵会の約束』（2010年）
- 『我々は有吉を訴えるべきかどうか迷っている』（2011年）
- 『ふわふわトーク こんな感じでどうですか?』（2013年）
- 『有吉の夏休み 密着100時間inハワイ もっと見たかった人のために放送できなかったやつも入れましたDVD』（2014年）

ほか

### 書籍
- 『オレは絶対性格悪くない!』（2008年9月、太田出版）
- 『怒りオヤジ 愛の説教BOOK』（2009年3月、太田出版）
- 『竜兵会 僕たちいわばサラリーマンです。〜出世術のすべてがここに〜』（2009年4月、双葉社）
- 『嫌われない毒舌のすすめ』（2009年7月、KKベストセラーズ）
- 『お前なんかもう死んでいる プロ一発屋に学ぶ50の法則』（2010年6月、双葉社） 2012年4月、文庫化（双葉文庫）
- 『毒舌訳 哲学者の言葉』（2012年4月、双葉社） 2013年5月、文庫化（双葉文庫）
- 『現代用語のクソ知識』（2013年10月、双葉社）文庫、2015年

## NHK紅白歌合戦出演歴
| 年度   | 放送回 | 回                      | 曲目  | 出演順 | 対戦相手                                            | 備考 |
| ------ | ------ | ----------------------- | ----- | ------ | --------------------------------------------------- | ---- |
| 2022年 | 第73回 | 白い雲のように          | 30/51 | -      | 純烈のサポートでダチョウ倶楽部と合同で参加。        |      |
| 2023年 | 第74回 | 白い雲のように（2回目） | 41/44 | -      | 藤井フミヤとのデュエット。 第74回の司会として出演。 |      |

注意点
- 出演順は「出演順/出場者数」で表す。
- 曲名の後の（○回目）は紅白で披露された回数を表す。
- いずれも正規の出場歌手のサポートであり出場歌手には含まれない。